# 撫養町弁財天
撫養町弁財天（むやちょうべざいてん）は、徳島県鳴門市の大字。郵便番号は772-0014。

## 地理
鳴門市の東部に位置する。東は撫養町岡崎に接し、西は撫養町北浜に接し、北は撫養川に接する。主に住宅地として利用される。妙見山の北裾を走る撫養街道沿いに古い家並みが残っている。撫養川に面する北端部には、小鳴門海峡を横断し、大毛島の鳴門町土佐泊浦へ通じる岡崎渡船の岡崎待合所・岡崎保育所がある。

### 河川
- 撫養川

### 小字
- 派名
- ハマ
- 本丁
- 三ツ井丁

## 歴史
かつて製塩業が地内の産業の中心であったが、昭和50年度から始まった弁財天北浜土地区画整理事業により、塩田は埋め立てられ、宅地となった。

### 沿革
江戸期から1889年（明治22年）にかけては板東郡および板野郡の村であった。寛文4年より板野郡に属した。明治22年に同郡撫養町の大字となった。昭和22年3月には鳴南市、同年5月より現在の鳴門市の字名となる。

### 地名の由来
地名の由来については「板野郡誌」は「市杵島神社あるに因て得たる名なり」と記している。

## 世帯数と人口
2022年（令和4年）7月31日現在の世帯数と人口は以下の通りである。
| 町丁         | 世帯数  | 人口  |
| ------------ | ------- | ----- |
| 撫養町弁財天 | 381世帯 | 822人 |

## 小・中学校の学区
市立小・中学校に通う場合、学区は以下の通りとなる。
| 番地 | 小学校             | 中学校             |
| ---- | ------------------ | ------------------ |
| 全域 | 鳴門市立林崎小学校 | 鳴門市立第二中学校 |

## 交通

### 水運
- 岡崎渡船岡崎待合所

## 施設
- 市杵島姫神社
- 岡崎保育所